# 탄력관세
탄력관세(彈力關稅, elastic tariff)는 관세율의 폭에 탄력성을 두어 그 변경의 권한을 정부에 위임하는 제도를 가리키는 단어이다.